# Вольный (Краснодарский край)
Вольный — хутор в Каневском районе Краснодарского края.
Входит в состав Новодеревянковского сельского поселения.

## География
Расположен на берегу лимана Сладкого.
Улица одна: ул. Кондруцкого.

## Население
| 2002 | 2010 |
| ---- | ---- |
| 29   | ↗36  |